# Pfarrkirche Radmer

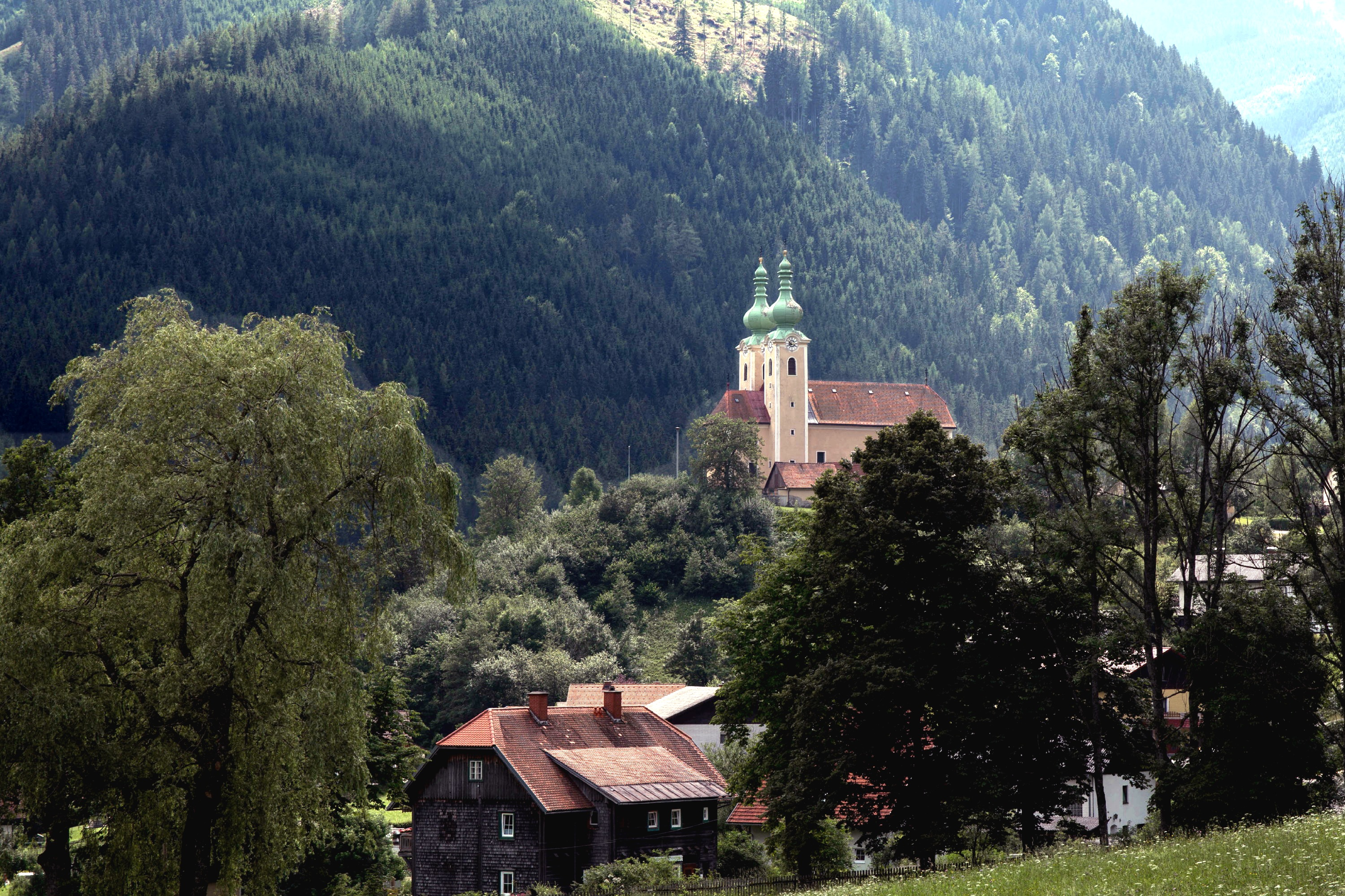
Katholische Pfarrkirche Hl. Antonius von Padua in Radmer

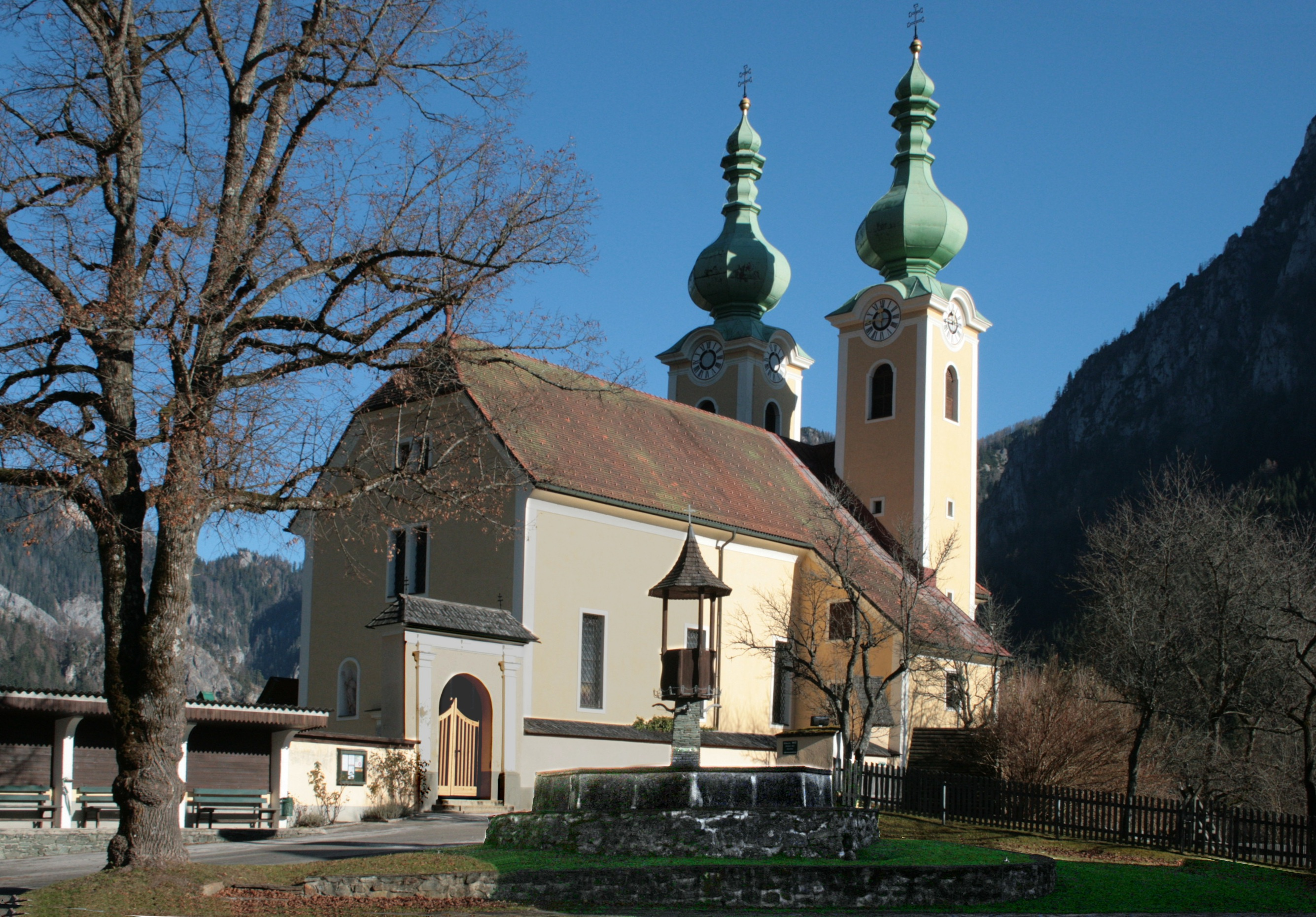

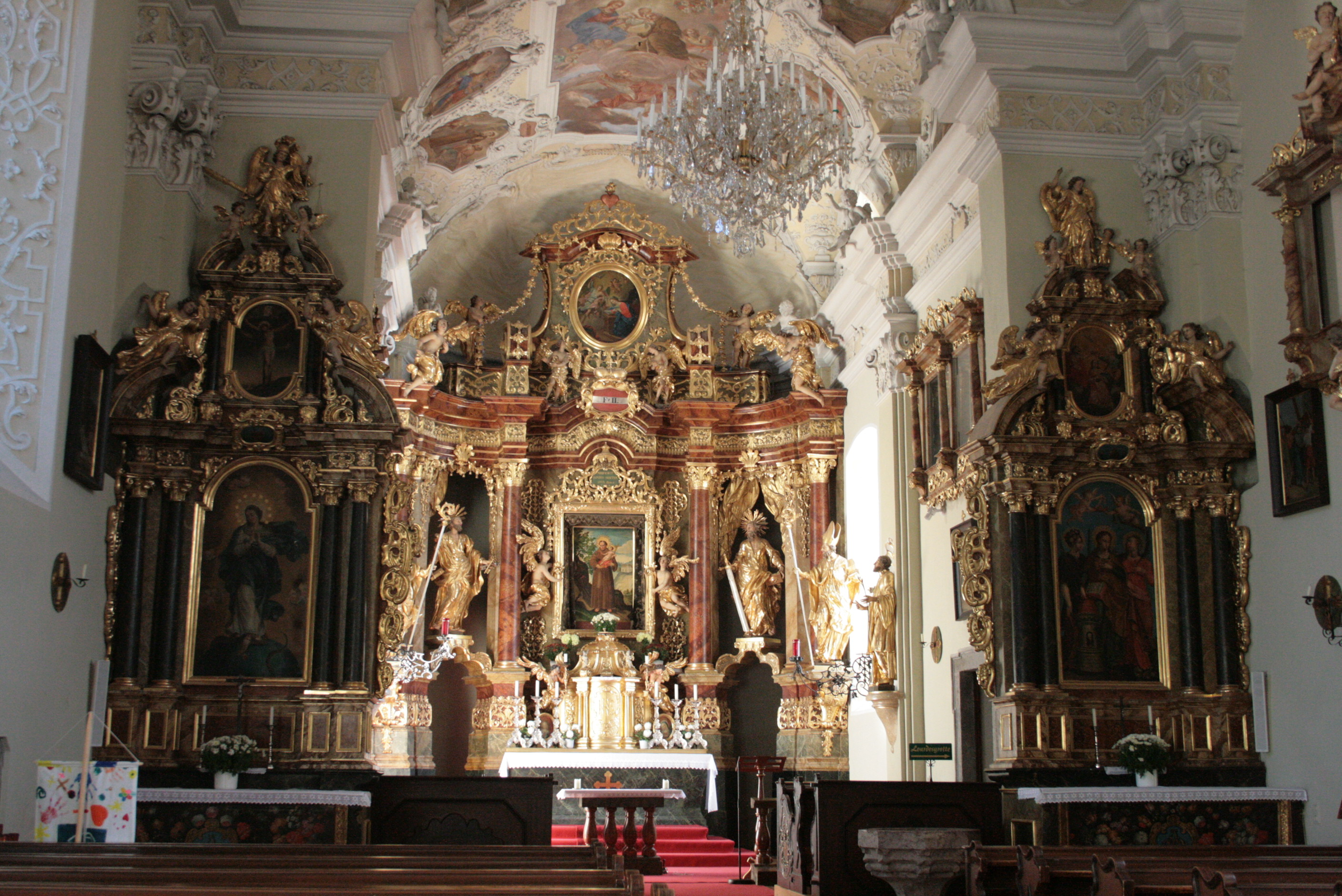
Langhaus, Blick zum Chor

Die römisch-katholische Pfarrkirche Radmer steht auf einer kleinen Anhöhe in der Gemeinde Radmer im Bezirk Leoben in der Steiermark. Die dem Patrozinium des Heiligen Antonius von Padua unterstellte Pfarrkirche gehört zur Region Obersteiermark Ost (Dekanat Leoben) in der Diözese Graz-Seckau. Die Kirche und die Kirchhofanlage stehen unter Denkmalschutz (Listeneintrag).

## Geschichte
Die Doppelturmkirche wurde mit einer Stiftung von Erzherzog Ferdinand II. von 1600 bis 1603 durch den Baumeister Hans Reßl erbaut, wohl nach einem Entwurf von Giovanni Pietro de Pomis. Ab 1692 bis vor 1701 wurde die Kirche erweitert. 1901/1902 wurde sie durchgreifend renoviert. Bei einem Feuer 1951 brannten der Nordturm, die Turmhelme, der Dachstuhl und die Nordseite aus, die Empore wurde beschädigt. Wiederaufgebaut und restauriert wurde die Kirche von 1952 bis 1953.

## Architektur
Die Türme stehen in den Chorwinkeln, sie wurden 1692 und 1757 erhöht und tragen jeweils einen Doppelzwiebelhelm. Die glatte Westfront hat zwei Figurennischen mit Heiligenstatuen aus Holz aus der Zeit um 1700.
Das Kircheninnere zeigt ein vierjochiges Langhaus. Der eingezogene Triumphbogen ist rundbogig. Der eingezogene zweijochige Chor hat einen leicht gerundeten Schluss. Die Stichkappentonnengewölbe ruhen auf kräftigen gestuften Pilastern mit Kompositkapitellen, im Chor mit einem darüber umlaufenden Gesims. Die dreiachsige Westempore schwingt in jeder Achse vor. Die Kirche hat Hochrechteckfenster mit Schmiedeeisengittern.
Alle Gewölbe, Fensterlaibungen und die Emporenbrüstung zeigen reichen Laub-, Bandel- und Gitterwerkstuck aus der Zeit um 1720/1730, im Chor gibt es einen Stuckvorhang. In den Stuckfeldern befinden sich Wandmalereien eines unbekannten Meisters mit Szenen aus dem Leben des hl. Antonius. Im zentralen Gemälde über dem Chor ist zu sehen, wie sich das Jesuskind vom Schoß der Mutter zu Antonius begibt.

## Einrichtung
Der Hochaltar als Säulenaltar von 1727 mit Opfergangsportalen nimmt den ganzen Chorschluss ein. Mittelpunkt des Altars ist in einem von Engeln gehaltenen Rahmen ein Bild des hl. Antonius, des Schutzpatrons der Kirche, mit dem Jesuskind auf dem Arm. Links und rechts stehen je zwei in Gold gefasste Statuen, unter anderem die Apostel Petrus und Paulus. Der Altarauszug enthält in einem ovalen Rahmen ein Gemälde mit einer Darstellung der Gottesmutter Maria. Zwei weitere Statuen stehen getrennt vom Altar auf Konsolen links und rechts im Chor. Der Tabernakel auf der Mensa des Hochaltars mit unter anderem mit einem Kruzifix verzierter, geschwungener Haube hat, flankiert von je zwei schmalen Säulen links und rechts, eine gewölbte Tür mit dem Christusmonogramm JHS. Vor dem Hochaltar steht auf vier Balustern bzw. glockenförmigen Säulen ein verhältnismäßig kleiner Volksaltar. Ein solcher frei stehender Altar ist seit März 1965 für alle katholischen Kirchen vorgeschrieben.
Die Seitenaltäre mit Knorpelwerkornament entstanden 1681. Der linke Seitenaltar zeigt das Bild der Maria Immaculata und trägt im Aufsatz die Statue des Erzengels Michael. Der rechte Seitenaltar zeigt das Bild der Heiligen Barbara, Katharina und Margaretha und im Auszug Schutzengel.
Die wie die Altäre reich mit Gold verzierte Kanzel von 1714 wird dem Bildhauer Joseph Claudius Zeller zugeschrieben. In Nischen des Kanzelkorbs mit jeweils einer goldenen Muschel oben im abschließenden Bogen stehen Figuren der vier Evangelisten und auf dem Schalldeckel steht Christus als Welterlöser. Zu Füßen der Christusstatue sitzen Putten am Rand des Deckels und an der Unterseite scheint die Heiliggeisttaube über dem Prediger zu schweben. Die Nischen sind durch marmorierte Säulchen mit goldenen Kapitellen getrennt.
Der achtseitige Taufstein mit überkreuzten Stäben aus Rotmarmor aus der Bauzeit hat einen Deckel aus der Mitte des 18. Jahrhunderts.
Das reich verzierte Orgelgehäuse entstand im zweiten Viertel des 18. Jahrhunderts.